# (321405) Ingehorst
(321405) Ingehorst est un astéroïde de la ceinture principale.

## Description
(321405) Ingehorst est un astéroïde de la ceinture principale. Il fut découvert le 16 août 2009 à Taunus par Rainer Kling et Ute Zimmer. Il présente une orbite caractérisée par un demi-grand axe de 3,18 UA, une excentricité de 0,23 et une inclinaison de 16,2° par rapport à l'écliptique.

## Compléments